# Шлегль, Фридрих
Фридрих Килиан Шлегль (нем. Friedrich Schlögl; 7 декабря 1821, Вена, Австрийская империя — 7 октября 1892, Вена, Австро-Венгрия) — австрийский писатель

, журналист, фельетонист. Основатель журнала «Wiener Luft».

## Биография
Родился в семье подмастерья шляпного мастера. С 1840 по 1849 год был военным писарем, затем до 1870 года работал чиновником придворной военной бухгалтерии.
Наряду с Эдуардом Пецлем и Винсентом Кьяваччи был одним из ведущих венских сатириков и юмористов.
Автор многих произведений из венской народной жизни, собранных в его «Gesammelte Schriften. Kleine Kulturbilder aus dem Volksleben der alten Kaiserstadt» (1893). Публиковал свои юморески, стихи и культурно-исторические очерки о Вене в многочисленных календарях, журналах и сборниках, включая «Deutsche Zeitung» и «Heimgarten» Петера Розеггера. С 1857 до конца 1870-х годов работал с «Фигаро», а с 1867 года писал для «Neue Wiener Tagblatt» и «Morgenpost».

## Избранные публикации
- Franz Wild. Blätter der Erinnerung (1860)
- Wiener Blut (1873)
- Alte und neue Historien von Wiener Weinkellern, Weinstuben und vom Weine überhaupt (1875)
- «Wiener Luft» Kleine Culturbilder aus dem Volksleben der alten Kaiserstadt an der Donau (1876)
- Aus Alt- und Neuwien (1882)
- Das kuriose Buch. Eine Spende für Gleichgesinnte und für Gegner. A. Hartleben Verlag, Wien/Pest/Leipzig (1882)
- Ferdinand Sauter (1882)
- Wienerisches (1883)
- Vom Wiener Volkstheater (1884)
- Wien samt Führer (1886)
- Aus meinem Felleisen (1893)
- Gesammelte Schriften 3 Bände (1893)
- Zu meiner Zeit (1944)
- Wiener Miniaturen — hrsg. v. Hans Maria Loew (1955)
- Wien (1883)

## Память
В 1894 году его именем была названа улица Шлёгльгассе в Вене.